# Tanytarsus africanus
Tanytarsus africanus är en tvåvingeart som beskrevs av Jean-Jacques Kieffer 1913. Tanytarsus africanus ingår i släktet Tanytarsus och familjen fjädermyggor.
Artens utbredningsområde är Kenya. Inga underarter finns listade i Catalogue of Life.